# Volby prezidenta Republiky Slovinsko 2007
Volby prezidenta Republiky Slovinsko se konaly ve dvou kolech: první proběhlo 21. října 2007, druhé 11. listopadu 2007. Ve druhém kole byl zvolen Danilo Türk. Volební účast v prvním kole byla 57,67 %, ve druhém 58,46 %.

## Volební výsledky

### 1. kolo
| Kandidát       | Počet hlasů | Procenta |
| -------------- | ----------- | -------- |
| Alojz Peterle  | 283 412     | 28,73 %  |
| Danilo Türk    | 241 349     | 24,47 %  |
| Mitja Gaspari  | 237 632     | 24,09 %  |
| Zmago Jelinčič | 188 951     | 19,16 %  |
| Darko Krajnc   | 21 526      | 2,18 %   |
| Elena Pečarič  | 8 830       | 0,90 %   |
| Monika Piberl  | 4 729       | 0,48 %   |

### 2. kolo
| Kandidát      | Počet hlasů | Procenta |
| ------------- | ----------- | -------- |
| Alojz Peterle | 318 288     | 31,97 %  |
| Danilo Türk   | 677 333     | 68,03 %  |